# دهستان خوزی
دهستان خوزی یکی از دهستان‌های شهرستان مهر در استان فارس ایران است که در بخش وراوی قرار دارد.

## جمعیت
براساس سرشماری مرکز آمار ایران در سال ۱۳۹۵، جمعیت دهستان خوزی ۱۸۳۷ نفر (در ۵۲۳ خانوار) بوده‌است.